# Tygart Valley River
Der Tygart Valley River, manchmal auch kurz als Tygart River bezeichnet, ist der rechte Quellfluss des Monongahela River im östlich-zentralen Teil von West Virginia in den Vereinigten Staaten.
Der 257 km lange Fluss ist über Monongahela River und Ohio River Teil des Einzugsgebietes des Mississippi River und entwässert eine Fläche von 3442 km² in den Allegheny Mountains und dem nicht glazial überformten Teil des Allegheny Plateau.

## Lauf
Der Tygart Valley River entspringt im Pocahontas County in den Allegheny Mountains und fließt generell nord-nordwestwärts durch Randolph County, Barbour County, Taylor County und Marion County. Er passiert dabei die Orte Huttonsville, Mill Creek, Beverly, Elkins, Junior, Belington, Philippi, Arden und Grafton, bevor er bei Fairmont mit dem West Fork River den Monongahela River bildet.
Unterhalb von Elkins zwängt sich der Tygart Valley River in einem Durchbruchstal zwischen Rich Mountain und Laurel Mountain hindurch, die als Teil der westlichsten Kette der Allegheny Mountains gelten und die Grenze zwischen den Bergen und dem Allegheny Plateau bilden. Der Fluss empfängt seine größten Nebenflüsse, den Buckhannon River und den Middle Fork River, im Barbour County zwischen Belington und Philippi. Direkt oberhalb von Grafton wird der Fluss seit 1938 durch das United States Army Corps of Engineers aufgestaut und bildet den Tygart Lake.
Entlang des Flusses verläuft zwischen Grafton und Fairmont der 4,5 km² große Valley Falls State Park.

## Hydrologie
Der United States Geological Survey betreibt in Philippi einen Pegel. Die dortige durchschnittliche jährlich Abflussmenge betrug 54 m³/s. Die höchste Abflussmenge in dieser Periode wurde am 5. November 1985 auf 1727 m³ geschätzt, der niedrigste Abflusswert mit 0,1 m³/s wurde an mehreren Tagen im Oktober 1953 aufgezeichnet.
Weiter flussaufwärts in der Nähe von Dailey im Randolph County belief sich die durchschnittliche jährliche Abflussmenge zwischen 1915 und 2005 auf 10 m³/s. Der höchste Wert wurde am 17. Mai 1996 mit 564 m³/s aufgezeichnet. An mehreren Tagen in den Herbstmonaten der Jahre 1930 und 1953 wurde ein Abflusswert von null aufgezeichnet.

## Geschichte
Das Tygart Valley wurde von europäischen Siedlern erstmals 1753 besiedelt, als David Tygart (nach dem Tal und Fluss benannt sind) und Robert Files (oder Foyle) sich mit ihren Familien an getrennten Plätzen in der Umgebung des heutigen Beverly niederließen. Obwohl es in der letzten Zeit davor keine Konflikt zwischen Weißen und Indianern in dem unmittelbaren Bereich gab, entdeckte in jenem Sommer ein auf dem Shawnee Trail ziehender Indianerstamm die Hütte der Files-Familie und tötete sieben Familienmitglieder. Ein Sohn konnte entkommen und alarmierte die Tygarts, die flüchten konnten. Im heutigen Randolph County versuchte bis 1772 kein weiterer weißer Siedler, sich in dem Gebiet niederzulassen. Es ist nicht sicher geklärt, ob sich Tygart unter den 1772 niederlassenden Siedlern befand.
Die Brüder John und Samuel Pringle, die sich 1761 am Buckhannon River, einem Nebenfluss des Tygart Valley Rivers im heutigen Upshur County niedergelassen hatten, handelten wie ihr Zeitgenosse Daniel Boone in Kentucky und führten zahlreiche eingewanderte Siedler in das Haupttal, dessen Unterland zu dem Zeitpunkt reich an Wild und fruchtbarem Land war. Zu den Siedlern der 1770er und 1780er Jahren gehörten die Familien Connelly, Hadden, Jackson, Nelson, Riffle, Stalnaker, Warwick, Westfall, Whiteman und Wilson.

## Namensvarianten
Der United States Board on Geographic Names hat 1902 den Namen Tygart River für den Wasserlauf festgelegt, diesen jedoch 1950 in Tygart Valley River geändert. Nach den Angaben im Geographic Names Information System, hatte der Tygart Valley River historisch eine Reihe weiterer Namen:
| - Muddy River - Tagret Valley River - Tigar Valley Fork - Tigar Valley River - Tigarts Valley River - Tigers Valley River - Tigert Valley River - Tigris Valley River | - Tygars Valley - Tygars Valley River - Tygart River - Tygart's River - Tygart's Valley River - Tygarts Valley River - Tygarts-Valley River - Tyger Valley Fork | - Tyger Valley River - Tygers Valley - Tygers Valley River - Tygerts River - Tygerts Valley River - Tygharts Valley River - Valley River |